# Jun'ichi Kogawa
Jun'ichi Kogawa (古川 純一, Kogawa Jun'ichi), né le 12 février 1972 à Kanagi (en) dans la préfecture d'Aomori, est un coureur du combiné nordique japonais. Il obtient un podium en Coupe du monde en 1993 à Oslo.

## Palmarès

### Jeux olympiques d'hiver
| Épreuve / Édition | Épreuve / Édition | Lillehammer 1994 | Nagano 1998 |
| Individuel        | Individuel        | 19e              | 23e         |

### Coupe du monde
- Meilleur classement général : 13e en 1993.
- 1 podium individuel.

### Universiade
- Victoire à Universiade d'hiver de 1993